# 2007 RN314
2007 RM314, também escrito como 2007 RN314, é um objeto transnetuniano que está localizado no Cinturão de Kuiper, uma região do Sistema Solar. Este corpo celeste é classificado como um provável cubewano. Ele possui uma magnitude absoluta de 6,5 e tem um diâmetro estimado com 221 km. O astrônomo Mike Brown lista este corpo celeste em sua página na internet como um candidato a possível planeta anão.

## Descoberta
2007 RN314 foi descoberto no dia 14 de setembro de 2007 pelos astrônomos P. A. Wiegert e A. Papadimos.

## Órbita
A órbita de 2007 RN314 tem uma excentricidade de 0,042 e possui um semieixo maior de 44,627 UA. O seu periélio leva o mesmo a uma distância de 42,750 UA em relação ao Sol e seu afélio a 46,504 UA.